# Henri De Wolf
Henri De Wolf   (Deinze, 17 d'agost de 1936 - 12 de gener de 2023) va ser un ciclista belga que fou professional entre 1959 i 1969. Els seus èxits esportius més destacats foren una etapa a la Volta a Espanya de 1964 i la Fletxa Valona de 1962.

## Palmarès
- 1957
  - 1r a la Volta a la província de Namur i vencedor de 2 etapes
- 1958
  - 1r a la Volta a Limburg amateur i vencedor d'una etapa
- 1961
  - Vencedor d'una etapa a la Dauphiné Libéré
  - Vencedor d'una etapa del Tour de Xampanya
- 1962
  - 1r a la Fletxa Valona
  - Vencedor d'una etapa de la Volta a Bèlgica
- 1963
  - 1r a la Druivenkoers Overijse
  - Vencedor d'una etapa dels Quatre dies de Dunkerque
- 1964
  - Vencedor d'una etapa de la Volta a Espanya
  - Vencedor d'una etapa del Tour del Sud-Est

### Resultats al Tour de França
- 1963. 33è de la classificació general
- 1964. Abandona (7a etapa)
- 1965. 60è de la classificació general
- 1966. 76è de la classificació general

### Resultats a la Volta a Espanya
- 1964. 14è de la classificació general. Vencedor d'una etapa
- 1965. 46è de la classificació general
- 1969. 62è de la classificació general